# جزيرة إليفانت
جزيرة إليفانت (بالروسية: остров Мордвинова)‏ هي جزيرة جبلية مغطاة بالجليد قبالة ساحل القارة القطبية الجنوبية في الروافد الخارجية لجزر شيتلاند الجنوبية، في المحيط الجنوبي. تقع الجزيرة على بعد 245 كيلومتر (152 ميل) شمال شرق طرف شبه جزيرة أنتاركتيكا، و 1,253 كيلومتر (779 ميل) غربًا إلى جنوب غرب جورجيا الجنوبية، و935 كيلومتر (581 ميل) جنوب جزر فوكلاند، و885 كيلومتر (550 ميل) جنوب شرق كيب هورن. وهي ضمن مطالبات أنتاركتيكا للأرجنتين وشيلي والمملكة المتحدة.